# ГЕС Фіннфорс
ГЕС Фіннфорс — гідроелектростанція на півночі Швеції. Знаходячись між ГЕС Батфорс (вище по течії) та ГЕС Гранфорс, входить до складу каскаду на річці Шеллефтеельвен, яка впадає у Ботнічну затоку Балтійського моря приблизно посередині між містами Умео та Лулео.
Станція Фіннфорс стала першим зведеним на Шеллефтеельвен гідроенергетичним об'єктом — його будівництво розпочалось у 1906-му та завершилося за два роки. Чотири встановлені тоді турбіни мали загальну потужність 3,4 МВт та виробляли 16 млн кВт·год електроенергії на рік, а вже у 1912-му потужність ГЕС збільшили до 8,4 МВт. Чергове підсилення відбулось в 1935-му, коли на площадці станції почала діяти турбіна типу Френсіс потужністю 10 МВт. У 1955 році додали турбіну типу Каплан потужністю 21 МВт і тоді ж з експлуатації вивели встановлене на початку століття обладнання, котре з 1983-го отримало статус музейної експозиції. Нарешті, в 1979 році на ГЕС Фіннфорс встановили ще одну турбіну типу Каплан потужністю 21 МВт.
Наразі річка перекрита греблею висотою 10 метрів, яка утримує водосховище з площею поверхні 1 км2, периметром 19 км та корисним об'ємом 5 млн м3, в якому припускається коливання рівня поверхні в діапазоні 0,5 метра для літнього та 1 метр для зимового періоду.
Гідроагрегати розміщені біля правобережної частини греблі (на протилежному боці річки від перетвореного на музей першого машинного залу) та працюють при напорі у 20,7 метра, забезпечуючи виробництво 232 млн кВт·год електроенергії на рік.